# Fidicinoides
Fidicinoides is een geslacht van halfvleugeligen uit de familie zangcicaden (Cicadidae). De wetenschappelijke naam van dit geslacht werd voor het eerst geldig gepubliceerd in 1996 door Boulard en Martinelli.

## Soorten
Het geslacht omvat de volgende soorten:
- Fidicinoides cachla (Distant, 1899)
- Fidicinoides descampsi Boulard & Martinelli, 1996
- Fidicinoides determinata (Walker, 1858)
- Fidicinoides duckensis Boulard & Martinelli, 1996
- Fidicinoides picea (Walker, 1850)
  - = Fidicina picea Walker, 1850
- Fidicinoides poulaini Boulard & Martinelli, 1996
- Fidicinoides pronoe (Walker, 1850)
- Fidicinoides pseudethelae Boulard & Martinelli, 1996
- Fidicinoides ptychodiropeda Sanborn, 2020
- Fidicinoides sarutaiensis Santos, Martinelli & Maccagnan in Santos et al., 2010[2]

### Synoniemen
- Fidicinoides spinicosta (Walker, 1850) => Guyalna bicolor (Olivier, 1790)